# Al-Dżaladija
Al-Dżaladija (arab. ‏الجلدية‎) – nieistniejąca już arabska wieś, która była położona w Dystrykcie Gazy w Mandacie Palestyny. Została wyludniona i zniszczona podczas I wojny izraelsko-arabskiej, po ataku Sił Obronnych Izraela 9 lipca 1948.

## Położenie
Al-Dżaladija leżała na równinie nadmorskiej. Według danych z 1945 do wsi należały ziemie o powierzchni 4329 ha. We wsi mieszkały wówczas 360 osoby.
| Własność gruntów | Powierzchnia gruntów [ha] |
| ---------------- | ------------------------- |
| Arabowie         | 1                         |
| Żydzi            | 0                         |
| publiczne        | 4 328                     |
| Razem            | 4 329                     |

| Rodzaj użytkowanych gruntów | Arabowie [ha] | Żydzi [ha] |
| --------------------------- | ------------- | ---------- |
| uprawy zbóż                 | 4 185         | 0          |
| nieużytki                   | 81            | 0          |
| zabudowane                  | 63            | 0          |

## Historia
W czasach krzyżowców wybudowano tutaj zamek obronny Geladia.
W 1596 al-Dżaladija była małą wsią o populacji liczącej 88 osób. Mieszkańcy utrzymywali się z upraw pszenicy, jęczmienia, sezamu, winnic i owoców oraz hodowli kóz i produkcji miodu.
W okresie panowania Brytyjczyków al-Dżaladija rozwijała się jako niewielka wieś. W 1945 w meczecie (wybudowany w 1890) otworzono szkołę podstawową dla chłopców, do której uczęszczało 43 uczniów.
Podczas I wojny izraelsko-arabskiej w nocy z 8 na 9 lipca 1948 Izraelczycy rozpoczęli operację „An-Far”, w trakcie której zajęli wieś al-Dżaladija. Wszyscy jej mieszkańcy zostali wysiedleni, a domy wyburzono

## Miejsce obecnie
Rejon wioski pozostaje opuszczony, a ziemie uprawne zajął moszaw Zerachja.
Palestyński historyk Walid Chalidi, tak opisał pozostałości wioski al-Dżaladija: „Na miejscu pozostają jedynie nieliczne palmy, drzewa figowe i chlebowe”.